# Диалекты албанского языка

Диалекты албанского языка по странам Европы

Албанский язык состоит из множества диалектов, однако ведущими являются два основных диалекта: гегский и тоскский. Река Шкумбини разделяет зоны двух диалектов: гегский диалект распространён на севере Албании, тоскский — на юге.

## Исторические предпосылки
Ещё до миграции славян на Балканы в языке, на котором разговаривали тоски, назальный а трансформировался в шва, а n в интервокальной позиции стал r. Эти отличия повлияли на лексику протоалбанского языка и положили начало разделения на два диалекта. В тоскском диалекте стали появляться латинские слова, видоизменявшиеся под действием ротацизма — так, греческое monachus (монах) превратилось в murgu (mungu в родительном падеже). Арабские, тюркские и славянские заимствования не претерпевали изменений. Древнегреческих слов было относительно мало, поскольку протоалбанский мог развиваться ближе к северу от линии Иречека, а раскол на два диалекта датируется 1-м тысячелетием н.э.

## Гегский диалект
Гегский делится на четыре поддиалекта:
- северо-западный (Черногория, северо-запад Косово и город Печ, Лежа, северо-западная Мирдита, Пука и Шкодер)
- северо-восточный (большая часть Косова, Прешево, Хас, северо-восточная Мирдита, Кукес, Тропоя, северное Тетово)
- центральный (Дебар, Гостивар, Круя, Пешкопия, южная Мирдита, Мат, восточная Струга, Куманово, южное Тетово)
- южный (Дуррес, север Эльбасана и Печина, Кавая, северо-западная Струга, Тирана)

### Особенности
- Никакого ротацизма: протоалбанский *-n- остаётся -n- (râna — песок)
- Прото-албанский *ō переходит в vo.
- Назальные гласные: *â и назальный a остаётся â (nândë — девять). Звук может передаваться, в зависимости от диалекта, как [ɑ̃], [ɒ̃] или [ɔ̃]. Назальный сохраняется на северо-востоке и северо-западе в таких словах, как pesë (пять) — произносится [pɛ̃s]. В других поддиалектах гегского [pɛs] назальный отсутствует.
- Монофтонгизация для некоторых слов: voe [vø̞ː] (яйцо) и hae [hɛ̞ː] (еда).
- В гегских диалектах важна длительность гласного, в Шкодере от длительности гласного зависит содержание — [pɛ̃nˠ] (ярмо), [pɛ̃ːnˠ] (перо) и [pɛ̃ːːnˠ] (ярма) отличаются длительностью гласного (самый долгий ближе к концу).
- В некоторых диалектах a может превращаться в дифтонг [bəaɫ] (ballë, лоб) или в [æ], как в [læɾɡ] (larg, далеко).
- Конечная -ë выпадает и удлиняет предшествующую гласную.
- Гласная i в слове dhi (коза) передаётся разными способами в центральных диалектах: [ðəi] (Круя), [ðei] (Горная Круя), [ðɛi] или [ðei] (Мат), в других регионах — [ðai] или [ðɔi].
- Гласная o передаётся как [ʌ] в некоторых словах: [sʌt] (sot, сегодня) в Круе и среди мусульман Шкодера.
- Гласная u передаётся разными способами: слово rrush (виноград) может читаться как [ruʃ], [rauʃ], [rɔuʃ], [rɔʃ] и [roʃ].
- Гласная y может либо сохраняться как y (в Геге говорят dy — два), переходить в i (в Дебаре говорят [di]) или стать открытой и менее округлённой [ʏ̜] (для Мата и Горной Круи). В центральном диалекте, в общем, гласная переходит в [ø] и читается, как в слове sy (глаз) [sø] (Мат и Круя).
- Буквосочетания bj и pj могут заменяться на bgj и pq (например, «горошина» в Неготине — pqeshkë, а не pjeshkë).
- Буквосочетания bl, pl и fl заменяются на bj, pj и fj или на bgj и pq в некоторых диалектах («старый» — pjak в Топлице и pqak в Неготине при литературном варианте plak).
- Буквосочетания dh и ll взаимозаменяемы.
- Звук h может выпадать.
- Буквосочетания mb и nd передаются по-разному: слово nder (честь) читается как [ndɛɾ], [nd͉ɛɾ], [ⁿdɛɾ], [dɛɾ], [nɛɾ] и [nˠɛɾ].
- В гегском диалекте q и gj передаются как палатальные [c] и [ɟ], постальвеолярные аффрикаты [t͡ʃ] и [d͡ʒ] (наподобие албанских ç и xh), альвеоло-палатальные аффрикаты [t͡ɕ] и [d͡ʑ] или альвеоло-палатальные фрикативы [ɕ] и [ʑ].
- Буквосочетания tj и dj дают звуки [c] и [ɟ] в некоторых диалектах.

## Переходные диалекты
Переходные диалекты характерны для южного Эльбасана, южного Печина, северо-западного Грамша, крайнего юна Каваи, севера и запада Лушни и юга Либразда, а также флазианского и фалаздимского говоров.

### Особенности
- Ротацизм: протоалбанский *-n- переходит в -r- (râra — песок).
- Протоалбанский *ō переходит в 'vo на западе или va в центре и на востоке.
- Иногда назальные гласные перестают быть назальными (rora — песок, характерный говор Суловы), в некоторых словах всё же остаются (sŷ — глаз, распространено в местечках Думре, Шпат, Сулова)
- Гласная â переходит в ô (ôma — вкус, Сулова).
- В буквосочетании mb выпадает b (koma — нога, при стандарте këmba).

## Тоскские диалекты
Тоскский делится на пять поддиалектов, на которых разговаривают, помимо коренных албанцев, общины Египта и Турции, а также арнауты на Украине в Одесской области:
- Северный (Берат, Фиер, крайний юг Эльбасана, Грамш, Колонья, Корча, Охер, Пермет, восток реки Вёза, юг Струги, Подграец, Преспа, Влёра).
- Лаберишт (юг Влёры, Дукат, Химара, Маллакастра, Делвина, запад реки Вёза, Гирокастра, Саранда)
- Чамский (южная Саранда — Кониспол, Ксамил, Маркат, Джарра — и часть северной Греции)
- Арнаутский (арваниты на юге Греции, на Пелопоннесском полуострове, в Аттике, Эубое и на греческих островах)
- Арберешский (потомки албанцев, живущие на юге Италии — Сицилия, Калабрия, Базиликата, Кампанья, Молизе, Абруцци, Апулия)

### Особенности
- Ротацизм: протоалбанский *-n- переходит -r- (rëra — песок)
- Протоалбанский *ō переходит в va.
- Никаких назальных гласных (sy — глаз), протоалбанский *â и назальный a сливаются в ë (nëntë — девять).
- Гласная e переходит в ë(qën вместо qen на Вёзе).
- Гласная ë произносится в зависимости от диалекта: mëz (жеребёнок) читается как [mʌz] в Вуно, ë заднего ряда характерен для лаберишта. Конечная -ë выпадает и удлиняет предыдущую гласную.
- Гласная y переходит в i в лабериште, чамском, арнаутском и арберешском диалектах (di — два).
- Буквосочетания dh и ll взаимозаменяемы.
- Буква h выпадает в некоторых диалектах.
- Вместо q и gj в чамском, арберешском и арнаутском представлены буквосочетания kl и gl (вместо gjuhë — «клей» — в чамском пишется gluhë, в арберешском — gluhë, в арнаутском — gljuhë; вместо qumësht — «молоко» — в арберешском пишется klumësh).
- Буквосочетание rr сокращается до r.

## Сравнение
| Стандарт      | Тоскский      | Гегский (запад / восток)       | Перевод              |
| ------------- | ------------- | ------------------------------ | -------------------- |
| Shqipëri      | Shqipëri      | Shqypní / Shqipni              | Албания              |
| një           | nji           | nji / njâ / njo                | один                 |
| nëntë         | nëntë         | nândë / nânt / nân             | девять               |
| është         | është         | âsht / â, osht / o             | есть (глагол-связка) |
| bëj           | bëj           | bâj                            | я делаю              |
| emër          | emër          | êmën                           | имя                  |
| pjekuri       | pjekuri       | pjekuni                        | сочность             |
| gjendje       | gjëndje       | gjêndje / gjênje               | состояние            |
| zog           | zog           | zog, zëq / zëç / zëg           | птица                |
| mbret         | mbret         | mret / regj                    | король               |
| për të punuar | për të punuar | me punue / me punu, për t'punũ | работать             |
| rërë          | rërë          | rânë                           | песок                |
| qenë          | qënë          | kjênë / kênë / kânë            | быть                 |
| dëllinjë      | enjë          | bërshê                         | можжевельник         |
| baltë         | llum          | lloq, llok                     | грязь                |
| fshat         | fshat         | katun                          | деревня              |
| qumësht       | qumësht       | tâmël / tâmbël                 | молоко               |
| cimbidh       | mashë         | danë                           | кочерга              |
| mundem        | mundem        | mûj / mûnem, munëm / mûnëm     | могу                 |
| vend          | vënd          | ven                            | место                |
| dhelpër       | dhelpër       | skile / dhelpen                | лиса                 |